# جنگل پاپیمونت
جنگل پاپیمونت (به فرانسوی: Forêt de Paimpont) یک جنگل در فرانسه است که در ایل-ا-ویلن واقع شده‌است.